# A. J. Jacobs
Arnold Stephen Jacobs, Jr., más conocido como A. J. Jacobs, (Nueva York, 20 de marzo de 1968) es un periodista y escritor estadounidense.

## Trayectoria
Jacobs es director de la revista Esquire.
Aunque es más conocido por leer todos los 32 volúmenes de la Encyclopædia Britannica y escribir sobre su experiencia en su bienhumorado libro The Know-It-All: One Man's Humble Quest to Become the Smartest Person in the World. El libro recibió buenas críticas, con una excepción, de Joe Queenan, que escribió una crítica cáustica sobre el libro en el The New York Times Book Review, lo que los llevó a una breve disputa.
También es autor del libro La Biblia al pie de la letra (The Year of Living Biblically, 2007).